# Stężenie molowe
Stężenie molowe (molowość, molarność) – jeden ze sposobów wyrażenia stężenia substancji w mieszaninie (roztworze), zdefiniowany jako stosunek liczby moli substancji do objętości całej mieszaniny:
{\displaystyle c_{B}={\frac {n_{B}}{V}}={\frac {m_{B}}{M_{B}V}}}
gdzie: cB – stężenie molowe składnika B; nB – liczba moli składnika B; V – objętość mieszaniny (roztworu); mB – masa składnika B; MB – masa molowa składnika B
Najczęściej stężenie molowe stosuje się do roztworów ciekłych i wyraża w liczbie moli przypadającej na 1 dm³ (1 litr) mieszaniny, przy czym zamiast jednostki mol/dm³ stosuje się czasem symbol „M” czytany jako „molowy”. Przykładowo o roztworze zawierającym 0,5 mola chlorku sodu w 1 dm³ można napisać, że jest to „roztwór 0,5 mol/dm³”, „roztwór 0,5 mol/l”, „roztwór 0,5 M” bądź „roztwór półmolowy”. Zamiast małej litery c, jako symbolu stężenia molowego, stosuje się czasem wzór cząstki w nawiasach kwadratowych, np. [NH
4NO
3] = 0,5 mol/dm³, co oznacza roztwór azotanu amonu o podanym stężeniu. Objętość jest wielkością zależną od temperatury i ciśnienia, dlatego stężenie molowe również będzie od tych parametrów zależne.

## Pojęcia równoznaczne i powiązane
W języku angielskim obok molar concentration stosowana jest nazwa amount concentration, oznaczająca dosłownie „stężenie ilościowe” i będąca synonimem stężenia molowego. Mol jest miarą liczności materii, a więc liczby cząstek (np. atomów, cząsteczek) danego składnika w całej mieszaninie. Stężenie molowe można wyrazić więc również jako stosunek liczby cząstek danej substancji (N) do iloczynu liczby Avogadra (NA) i objętości mieszaniny (V):
{\displaystyle c={\frac {N}{N_{A}V}}}
W literaturze anglojęzycznej spotykane są również terminy formal concentration i formality (oznaczające dosłownie „stężenie formalne” i „formalność”). Jest to rodzaj stężenia mający ten sam wymiar co stężenie molowe (mol/dm³), jednak oznaczany jest symbolem F. Tego rodzaju rozróżnienie stosowane jest w sytuacji, gdy w roztworze rozpuszczony jest związek zdysocjowany, a więc obecne są w nim jony tego związku, a nie cząsteczki (jak wynikałoby ze wzoru sumarycznego związku). Stosując tę konwencję dla 1-molowego roztworu węglanu sodu (Na
2CO
3) możliwe jest więc zapisanie stężeń molowych jonów Na+
 i CO−
3 jako c(Na+
) = 2 mol/l i c(CO−
3) = 1 mol/l, ale do zapisu stężenia węglanu sodu należałoby użyć pojęcia stężenia formalnego wynoszącego c(Na
2CO
3) = 1 mol/l, gdyż użycie pojęcia stężenia molowego mogłoby sugerować, że w roztworze znajduje się tyle niezdysocjowanych cząsteczek węglanu sodu. Tego rodzaju rozróżnienia nie stosuje się w literaturze polskojęzycznej.